# 이스턴 오리건 대학교
이스턴 오리건 대학교(Eastern Oregon University, EOU, 공식 교명: Oregon’s Rural University)는 미국 오리건주 라그랜드에 위치한 공립 대학이다. 오리건 대학교 시스템(해체되기 전까지)의 일부였다. EOU는 1929년 사범 칼리지로서 설립되었으며 오늘날 오리건의 시골 지역의 교육, 문화, 장학금의 중심지 역할을 한다.
이 대학은 학사와 석사 학위를 제공한다.

## 역사
1929년 사범대학으로서 "Eastern Oregon Normal School"이라는 교명으로 설립되었다. 1939년에 "Eastern Oregon College of Education"로 변경되었다. 1973년 "Eastern Oregon State College"로 변경되었다. 1997년 "이스턴 오리건 대학교"로 변경되었다.